# Metrojet

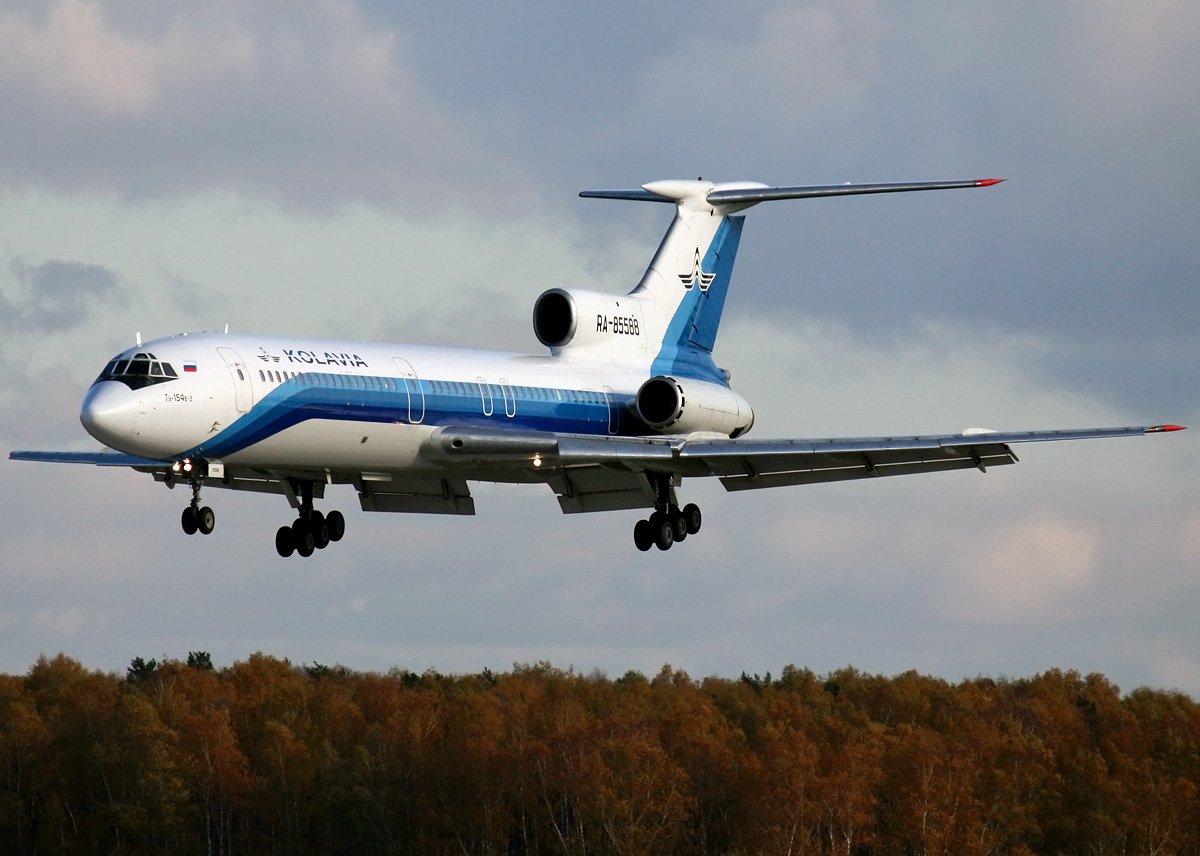
Tu-154B-2 w starym malowaniu linii Kolavia

Metrojet (dawniej pod nazwą Kogalymavia, ros. Когалымавиа oraz Kolavia, ros. Колавиа) –  była rosyjska linia lotnicza z siedzibą w Kogałymiu, głównym portem lotniczym był port lotniczy Kogałym.

## Flota
Flota linii Metrojet w dniu 31 października 2015 roku:
| Model                     | Ilość | Zamówienia |
| ------------------------- | ----- | ---------- |
| Bombardier Challenger 850 | 2     | 0          |
| Airbus A321-200           | 4     | 0          |
| Boeing-787-9              | 2     | 0          |
| Razem:                    | 6     | 0          |

W przeszłości linie wykorzystywały m.in. samoloty typu Tu-154B-2, Tu-154M, Tu-134A-3 i Airbus A320.

## Wypadki i incydenty
- 1 stycznia 2011 roku samolot Tu-154B-2 obsługujący lot 348 doszczętnie spłonął, tuż po uruchomieniu silników na lotnisku w Surgucie. Z 116 osób znajdujących się na pokładzie maszyny śmierć poniosły 3 osoby.
- 31 października 2015 roku maszyna typu Airbus A321 obsługująca lot 9268 rozbiła się na półwyspie Synaj. Na pokładzie maszyny znajdowało się 217 pasażerów i 7 członków załogi. Samolot leciał z egipskiego kurortu Szarm el-Szejk do Petersburga[3].